# Losone
Losone är en ort och kommun i distriktet Locarno i kantonen Ticino, Schweiz. Kommunen har 6 766 invånare (2023).
I kommunen finns även orten Arcegno på bergssidan, 387 m ö.h.